# Casey Coleman
Pour les articles homonymes, voir Coleman.
Joseph Casey Coleman (né le 3 juillet 1987 à Fort Myers, Floride, États-Unis) est un lanceur droitier de baseball.

## Carrière
Après des études secondaires à la Mariner High School de Cape Coral (Floride), Casey Coleman est drafté le 7 juin 2005 par les Cubs de Chicago au 49e tour de sélection. Il repousse l'offre et suit des études supérieures à la Florida Gulf Coast University où il porte les couleurs des FGCU Eagles de 2006 à 2008.
Coleman rejoint les rangs professionnels à l'issue de la Il draft du 5 juin 2008 au cours de laquelle il est sélectionné par les Cubs de Chicago au quinzième tour. Il signe son premier contrat professionnel le 12 juin 2008.
Il passe deux saisons en Ligues mineures comme lanceur partant, avant d'effectuer ses débuts en Ligue majeure le 2 août 2010 comme lanceur de relève. Le 18 août, il débute sa première partie au plus haut niveau. Il quitte le jeu après quatre manches et un tiers et est crédité du revers dans une défaite de 5-1 des Cubs face aux Padres de San Diego. Le 23 août, lors de son second match comme lanceur partant en Ligue majeure, il brille au monticule pour remporter sa première victoire en carrière, alors qu'il n'accorde que trois coups sûrs aux Nationals de Washington en six manches et un tiers lancées. Il remporte 4 victoires contre 2 défaites avec une moyenne de points mérités de 4,11 en 57 manches lancées pour les Cubs en 2010. Huit de ses dix sorties sont comme lanceur partant.
En 2011, il dispute 19 matchs avec Chicago, amorçant 17 parties et ajoutant deux apparitions en relève. Sa moyenne de points mérités est cependant très élevée : 6,40 en 84 manches et un tiers lancées. Il ne remporte que 3 victoires, contre 9 défaites.
En 17 matchs et 24 manches et un tiers lancées en 2012 pour les Cubs, Coleman encaisse deux défaites et présente une moyenne de points mérités de 7,40.
Il joue l'entière saison 2013 et un match au début 2014 pour les Cubs de l'Iowa, le club-école des Cubs de Chicago dans la Ligue de la côte du Pacifique. Le 15 avril 2014, il rejoint l'organisation des Royals de Kansas City. Il apparaît dans 10 matchs des Royals en 2014 et joue l'entière saison 2015 avec leur club-école, les Storm Chasers d'Omaha.
Le 17 décembre 2015, il signe un contrat des ligues mineures avec les Mariners de Seattle.

## Famille
Casey Coleman est le fils de Joe Coleman, un lanceur évoluant en Ligue majeure de 1965 à 1979, et le petit-fils d'un autre ancien lanceur, aussi nommé Joe Coleman, qui joue en MLB de 1942 à 1955.
Casey est le quatrième joueur de troisième génération à jouer dans les majeures, mais est le premier lanceur à atteindre les grandes ligues en ayant été précédé d'un père et d'un grand-père qui étaient aussi tous deux lanceurs.

## Statistiques
| Saison | Équipe       | G  | GS | CG | SHO | V | D | SV | IP   | SO | ERA  |
| ------ | ------------ | -- | -- | -- | --- | - | - | -- | ---- | -- | ---- |
| 2010   | Chicago Cubs | 12 | 8  | 0  | 0   | 4 | 2 | 0  | 57.0 | 27 | 4,11 |
| Totaux | Totaux       | 12 | 8  | 0  | 0   | 4 | 2 | 0  | 57.0 | 27 | 4,11 |

Note : G = Matches joués ; GS = Matches comme lanceur partant ; CG = Matches complets ; SHO = Blanchissages ; 
V = Victoires ; D = Défaites ; SV = Sauvetages ; IP = Manches lancées ; SO = Retraits sur des prises ; ERA = Moyenne de points mérités.